# Kurt Apitz
Kurt Apitz (* 14. Juni 1906 in Aachen; † 3. Februar 1945 in Berlin) war ein deutscher Pathologe und Hochschullehrer.

## Leben
Als Sohn eines Kaufmanns begann Apitz an der Julius-Maximilians-Universität Medizin zu studieren. 1925 wurde er im Corps Makaria Würzburg aktiv. Als Inaktiver wechselte er an die Rheinische Friedrich-Wilhelms-Universität Bonn, die Ludwig-Maximilians-Universität München und die Albert-Ludwigs-Universität Freiburg. Das Staatsexamen machte er in Würzburg, wo er mit einer Doktorarbeit bei Martin Benno Schmidt zum Dr. med. promoviert wurde. In seinen nur 14 Berufsjahren befasste er sich vor allem mit der Blutgerinnung, aber auch mit anderen hämatologischen, immunbiologischen und onkologischen Problemen. „Unter seinen rund 45 Veröffentlichungen war keine belanglose Arbeit.“ (R. Rössle) Von 1932 bis 1934 war er Assistent bei Walther Berblinger (1882–1966) in Jena. Als Stipendiat der Deutschen Forschungsgemeinschaft arbeitete er ein Jahr bei Hans Zinsser am Department of Bacteriology and Immunology der Harvard Medical School. 1935 ging er zu Robert Rössle in der Pathologie der Charité. Bald zum Oberarzt aufgerückt, habilitierte er sich 1937. Als Nachfolger von Herwig Hamperl wurde er 1940 a.o. Professor und Prosektor. Im Sommersemester 1939 vertrat er an der Karl-Ferdinands-Universität mit Erfolg den Lehrstuhl für Pathologie. Den 1944 „eilig“ ergangenen Ruf auf einen westdeutschen Lehrstuhl lehnte er ab. Nachdem er sich gerade von Verletzungen durch einen Bombenangriff auf Berlin erholt hatte, kam er bei einem neuerlichen Angriff im letzten Winter des Zweiten Weltkriegs mit 39 Jahren ums Leben.